# DRG Watchdog
Der DRG Watchdog ist eine Datenbank mit Suchmaske für vergütungsrelevante Diagnosen im deutschen G-DRG-System (DRG: Diagnosis Related Groups, deutsch: diagnosebezogene Fallgruppen). Er enthielt 2008 rund 850.000 von fast 100 Millionen denkbaren Verknüpfungen zwischen DRG-Codes und ICD-Ziffern und basiert auf Daten aus dem DRG-Definitionshandbuch Anhang A und B (siehe Weblinks).

## Geschichte
- 1999 bis 2000: Prototyp auf Basis der australischen AR-DRGs
- 2001 bis 2003: Verschiedene Excel-Vorversionen zum Download
- 2004 bis 2005: php-Online-Version mit DRG-ICD-Verknüpfungen und diagnostischen Tipps
- 2005 bis 2006: Downloadversion zur Integration in eigene IT-Umgebungen.
- 2007 bis 2008: Ende Förderung durch den VDGH e.V., Neugestaltung der Oberfläche.

## Publikationen
Die Studienergebnisse wurden in der Fachzeitschrift Clin Lab 2004; 50: 599-607 publiziert:
The significance of laboratory testing for the German Diagnosis-Related Group system.

## Typische Einsatzgebiete
- Anzeige der theoretisch erreichbaren DRG-Ziffern zu bestimmten Hauptdiagnosen (ICD) und Prozeduren (OPS)
- Berechnung der zugehörigen Erlöse mit Anzeige vergütungsrelevanter Nebendiagnosen
- Analyse von Vergütungspotenzialen auf Basis von Top-DRGs oder Hauptdiagnosen

Die Unterstützung diagnostischer Pfade wurde 2008 mit der Umgestaltung der Oberfläche entfernt.